# Tomás Platero IV
Tomás Platero IV (1857 – 1925) foi um dos fundadores do partido centrista União Cívica Radical (UCR), o partido político em funcionamento mais antigo da Argentina, e uma das figuras afro-argentinas mais proeminentes de sua época.
Platero nasceu em Buenos Aires em 1857 e, apesar da escravidão ter sido abolida na Argentina em 1812, foi vítima da discriminação racial que prevalecia na cidade. Ele entrou para a União Cívica da Juventude em 1890 e se tornou um apoiador fiel do primeiro líder do partido, Leandro Alem, se tornando um membro destacado do comitê de La Plata após o rompimento dentro da União Cívica em 1891 que deu origem à UCR (que defendia um maior ativismo para o direito ao voto universal entre os homens).
Ele também foi o fundador da Associação Profissional da Província de Buenos Aires e presidente da Sociedade de Cooperativas Elétricas. Nomeado como chefe e diretor do Registro Civil pelos terceiro e quinto distritos de Buenos Aires, herdou um sistema de contabilidade através do qual nascimentos, casamentos e falecimentos de pessoas negras eram registrados em diferentes livros-razão e ajudou a acabar com essa prática. Em 1877 foi fundador e presidente da sociedade de socorro mútuo La Protectora. Também foi uma pessoa de fortes convicções religiosas e um irmão da Ordem dos Frades Menores.
Após o suicídio de Alem em 1896, Platero começou a apoiar o doutor Hipólito Yrigoyen, cujo ativismo levou à aprovação da lei Sáenz Peña em 1912 e às primeiras eleições presidenciais da Argentina, em 1916. Como defensor convicto do presidente Yrigoyen, Platero era opositor dos Antipersonalistas (uma ala mais conservadora da UCR).
Platero faleceu em La Plata no dia 17 de fevereiro de 1925 e o seu enterro foi assistido pelas mais altas autoridades da UCR, incluindo o governador da província de Buenos Aires, José Luis Cantilo, Frederico Zelarraýan (trazendo condolências de Yrigoyen) e outras figuras da UCR.